# Phuket (település)
Phuket városa (thaiul írva: เทศบาลนครภูเก็ต) Thaiföld délnyugati részén az azonos nevű Phuket sziget és tartomány székhelye és legnagyobb települése. Lakossága 75 ezer fő volt 2012-ben.
Phuket város jelentősége a 19. század eleje körül nőtt meg, amikor a sziget ónbányái sok ezer kínai bevándorlót vonzottak ide. Sok kereskedő gazdagodott meg az ónból, pompás épületeket emeltek és gyerekeiket a brit Pinangra küldték tanulni. A hokkien kínait beszélő ónbányászok a helyi thaiokkal házasodtak. A kínai örökség tovább él a kínai-portugál üzletházakban, templomokban, a helyi ételekben és a Vegetáriánus Fesztiválban.

## Látnivalók
- Kínai udvarházak. Mára kissé lestrapált, gyarmati stílusú lakóházak. Többségük 1850-1910 között épült.
- A friss áruk piaca (Ranong utca)
- Bang Niew templom (Phuket utca). Belső körzetét a kínai mitológia számos istenének szentelték. A Vegetáriánus fesztivál idején a naga hívők itt felmásznak a késekből álló létrára.
- Chui Tui templom (Ranong utca)
- Wat Mongkol Nimit (Yaowarat utca). A szentély közösségi házként működik, ahol a szerzetesek tak-raw-t játszanak a helyiekkel.
- A város mellett 3 km-re északra a Pillangókert és Akvárium (Phuket Butterfly Garden and Aquarium). Több száz trópusi lepkével, bogárral, skorpióval, rovarokkal.
- A város mellett a Thai Village (Falu). Kulturális műsorok és állatbemutató. Muay thai boksz, hagyományos táncelőadás, kakasviadal, kardvívás, elefántbemutató és thai esküvő bemutatása. A Thai Village területén van egy orchideakert is.

## Galéria

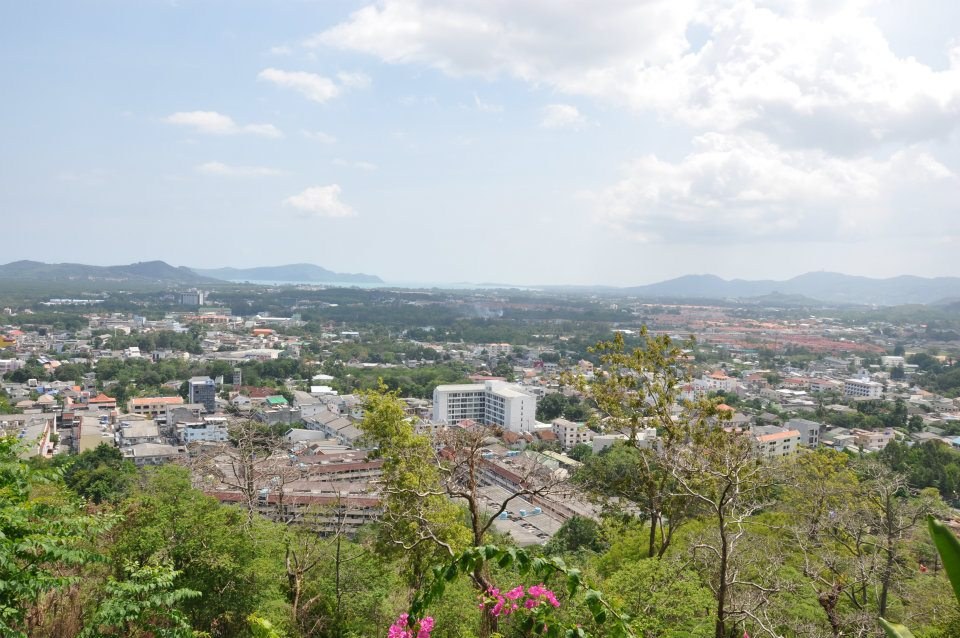
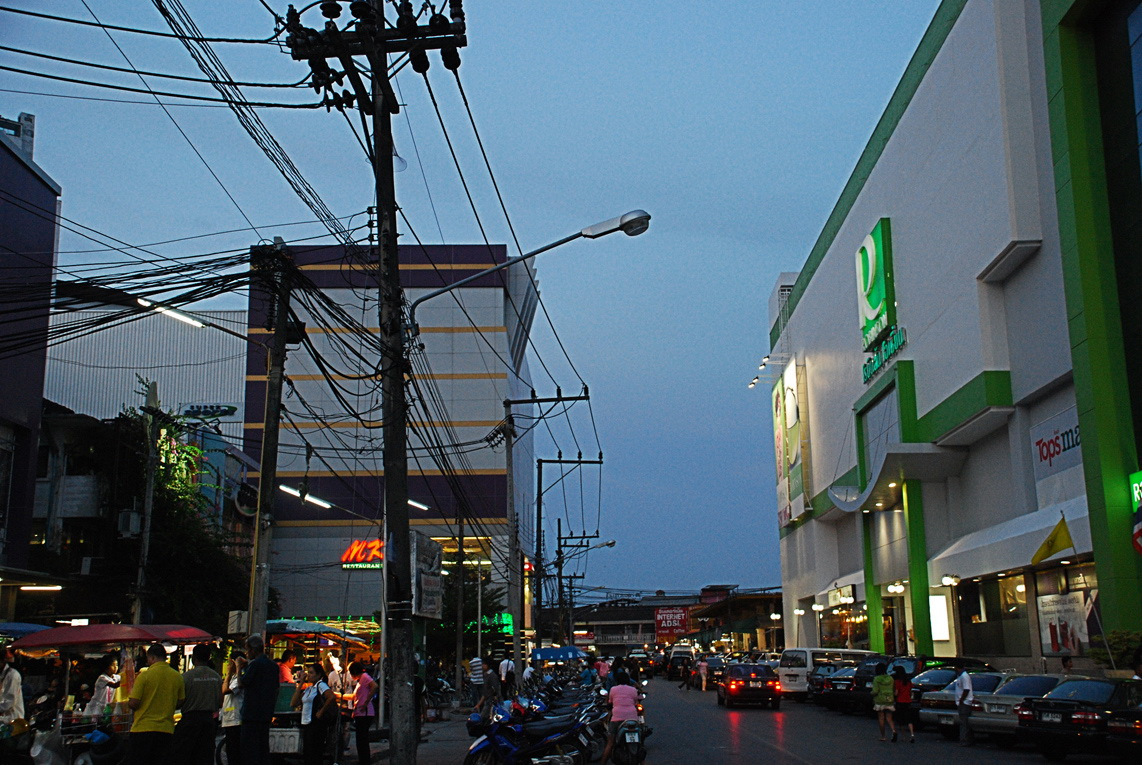
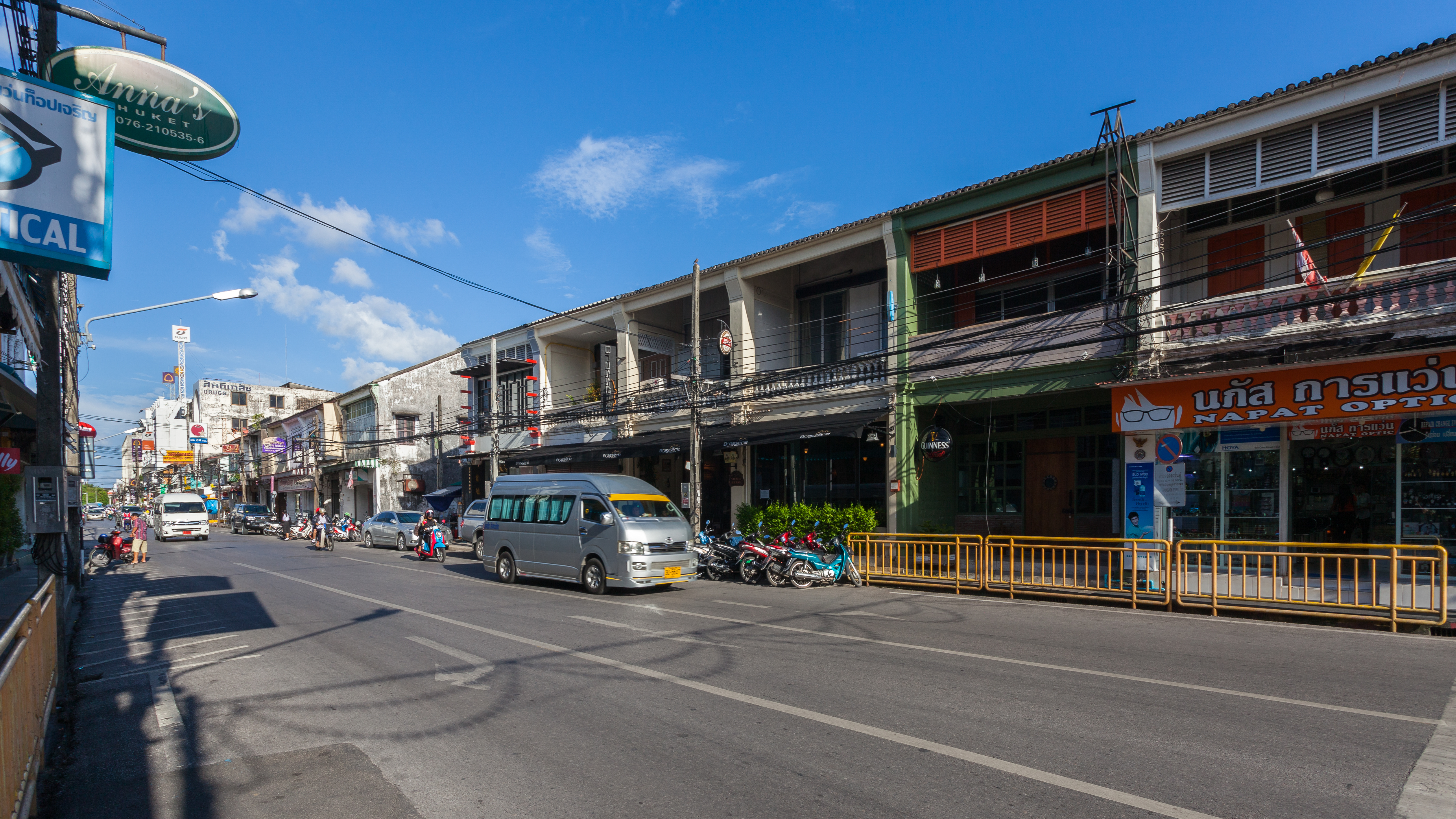
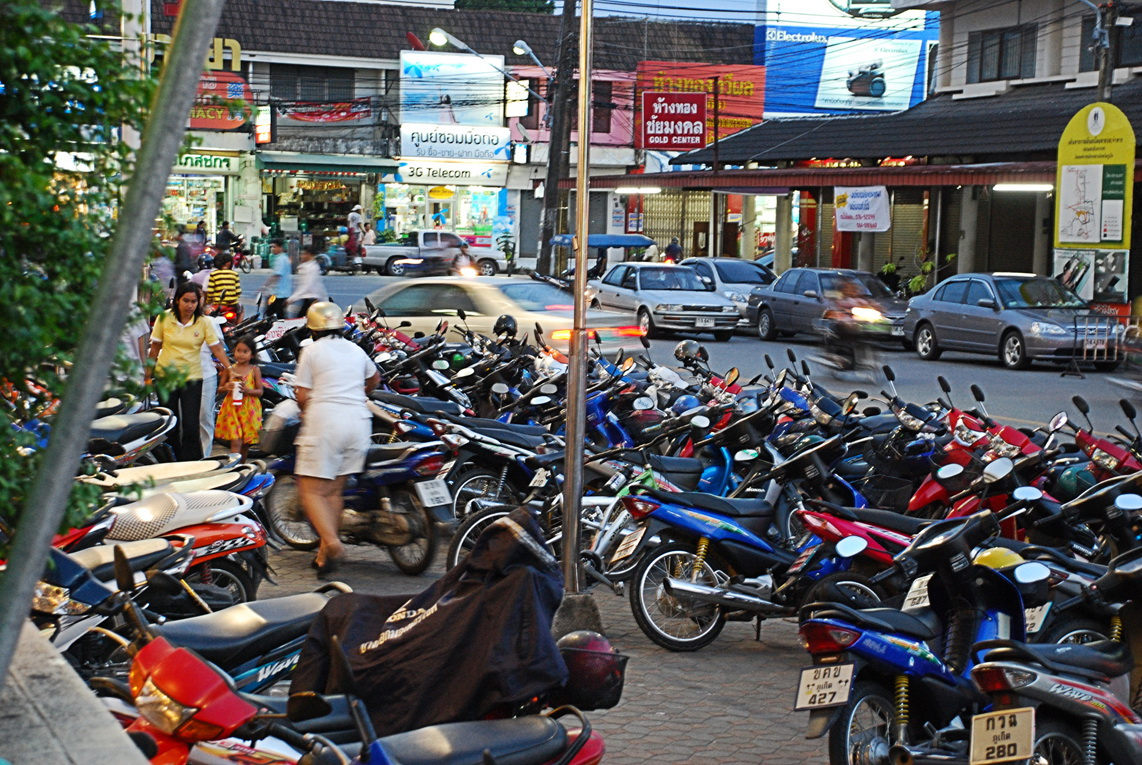
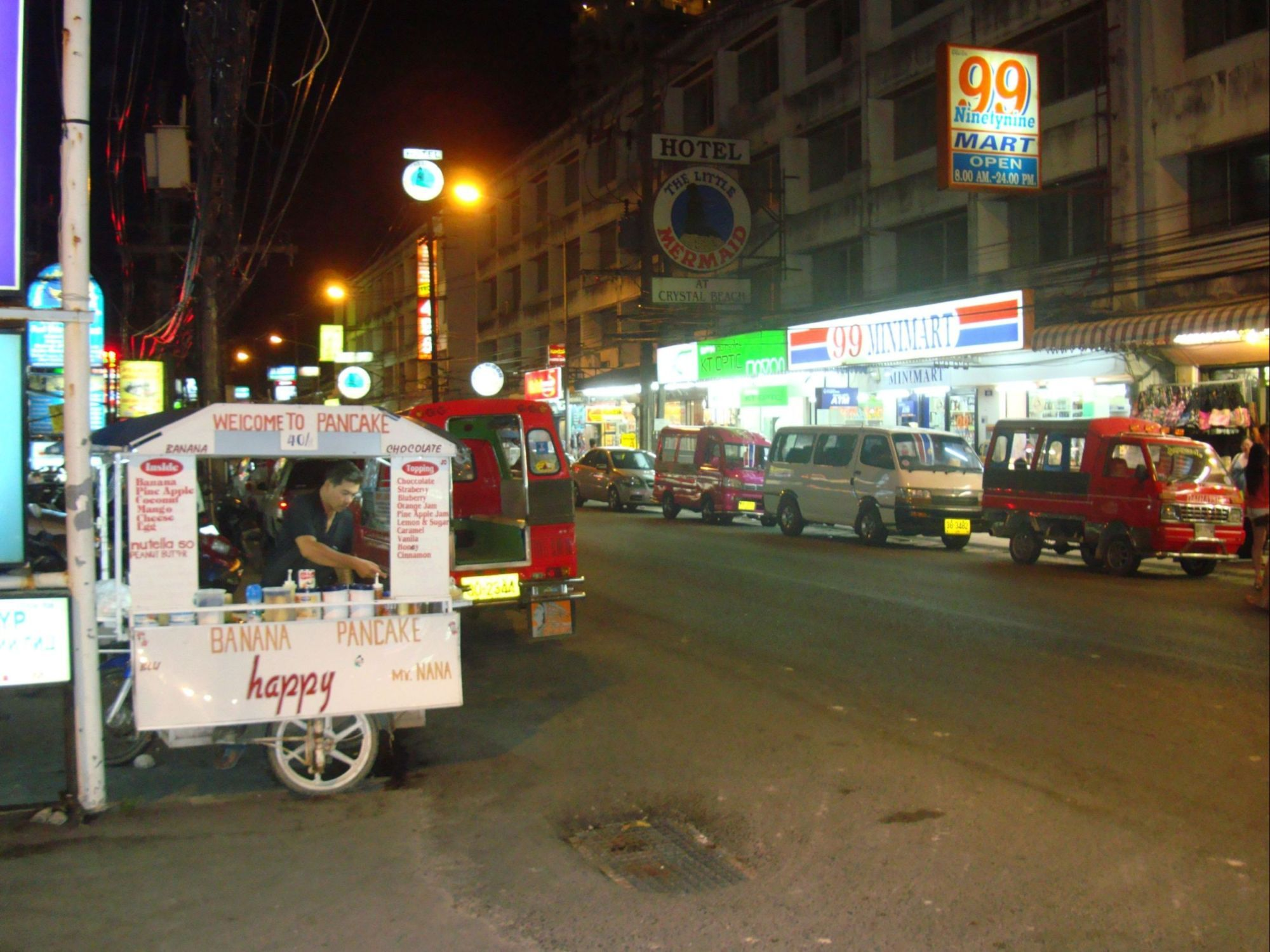
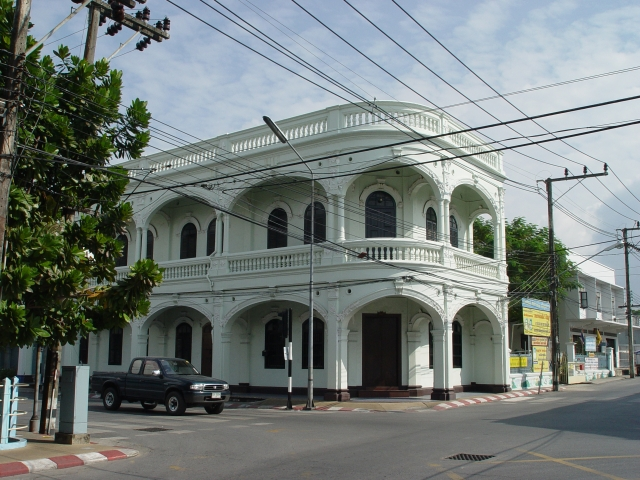

## Fordítás
- Ez a szócikk részben vagy egészben  a   Phuket (Stadt) című német Wikipédia-szócikk fordításán alapul.  Az eredeti cikk szerkesztőit annak laptörténete sorolja fel. Ez a jelzés csupán a megfogalmazás eredetét és a szerzői jogokat jelzi, nem szolgál a cikkben szereplő információk forrásmegjelöléseként.